# Rainer Schmiedchen
Rainer Schmiedchen (* 1. Juni 1960 in Potsdam) ist ein deutscher Diplomat und seit 2015 Generalkonsul in Karatschi. Von 2011 bis 2015 war Schmiedchen Generalkonsul in Kalkutta.

## Leben
Nach dem Abitur leistete Schmiedchen von 1979 bis 1982 seinen Wehrdienst ab und absolvierte danach ein Studium der Südasien-Wissenschaften, das er mit einem Diplom abschloss. Im Anschluss war er zwischen 1987 und 1991 Vorstandsassistent bei einer Außenhandelsfirma und absolvierte daneben von 1989 bis 1990 ein postgraduales Studium im Fach Außenwirtschaftstheorie.
1991 trat er in den Auswärtigen Dienst ein und war nach Abschluss der Laufbahnprüfung für den höheren Dienst von 1993 bis 1994 Referent im Referat für Südasien des Auswärtigen Amtes sowie anschließend bis 1997 Mitarbeiter an der Botschaft in Sri Lanka. 1997 erfolgte seine Ernennung zum Konsul am Generalkonsulat Nowosibirsk, ehe er nach seiner Rückkehr zwischen 2000 und 2004 Referent in der Wirtschaftsabteilung des Auswärtigen Amtes und daraufhin von 2004 bis 2007 Mitarbeiter der Europäischen Kommission in Brüssel war.
Im Anschluss war er nach einer Verwendung als stellvertretender Referatsleiter im Auswärtigen Amt zwischen 2008 und 2010 Politischer Berater beim Deutschen Bundestag sowie daraufhin erneut bis 2011 stellvertretender Referatsleiter im Auswärtigen Amt.
Von 2011 bis 2015 war Rainer Schmiedchen Generalkonsul in Kalkutta. In dieser Funktion setzte er sich auch für die Stärkung der wirtschaftlichen Beziehungen zwischen Indien und Deutschland ein und nahm an Veranstaltungen der Organisation Germany Trade & Invest in Kalkutta teil. Des Weiteren fördert das Generalkonsulat lokale Wirtschaftsunternehmen.